# Csernák János
Csernák János (Budapest, 1952. október 28. –) magyar színművész, szinkronszínész.

## Családja
Nős, felesége Csernák Bea, fiát Csernák Bátornak hívják. Előző két házasságából két gyermeke született, Csernák Márton és Csernák Bence.

## Életpályája
A Színművészeti Akadémián a Major Tamás-Simon Zsuzsa osztályban végzett 1980-ban, ezt követően, 1982-ig a debreceni Csokonai Színház társulatának tagja volt, majd a Madách Színházhoz szerződött, ahol nyolc éven át játszott. 1990-től két éven át szabadfoglalkozásúként tevékenykedett, 1992-től a kecskeméti Katona József Színházban lépett fel, majd újra szabadúszó lett.
A színház mellett írással és filmezéssel is foglalkozik. Isten, kard és korona című önálló estje összeállítás a nemzettel és hittel foglalkozó versekből, így Ady Endre, Babits Mihály, Vörösmarty Mihály költeményeiből. Csernák beszédtechnikát is tanít. Állandó közreműködője volt Vágó István és Grétsy László „Álljunk meg egy szóra!” című nyelvművelő műsorának, melyben ő olvasta fel a nézői leveleket.
A '80-as években több tévéfilmben is feltűnt, s néhány epizód erejéig a Szomszédokban és a Kisvárosban is látható volt.
Szinkronmunkái között rengeteg címet találunk. Első ilyen feladatára már egy évvel a főiskolára kerülése után, 1977-ben sor került. Hangja a magyar nézők számára összeforrt Harrison Forddal, s noha az utóbbi időkben Végvári Tamás is sokszor kölcsönözte hangját a hollywoodi színésznek, legemlékezetesebb szerepeiben, Han Solóként a Csillagok háborújából és Indiana Jonesként Csernák szólaltatja meg. Nevezetes szinkronszerepei közé tartozik még Nick Nolte a 48 óraban és Franco Zeffirelli A názáreti Jézus című 4 részes filmjében a címszereplő interpretálása, amelyet Csernák a kedvencei közt tart számon. Liam Neesonnak is gyakori szinkronhangja.
A Spektrum egyik hangja, Hálózat TV bemondója volt, a tévécsatorna megszűnéséig, 2015-től az M1 napi aktuális közszolgálati csatorna csatornahangja.

## Színpadi szerepei
- Háy Gyula: Mohács....Zápolya János
- Machiavelli: Mandragóra....Callimaco
- Schiller: Fiesco....Fiesco
- Edmond Rostand: Cyrano de Bergerac....Guiche gróf
- Shakespeare: III. Richárd....Catesby
- Regősök éneke a Kárpátok felett
- Legrand: Cherbourgi esernyők....Guy
- Rose: 12 dühös ember....4. esküdt
- Schiller: A genovai Fiesco összeesküvése....Fiesco
- Illyés Gyula: Dózsa....Dózsa György
- Molnár Ferenc: Játék a kastélyban....Albert
- Szabó Magda: Csata....IV. Béla király
- Sütő András: Egy lócsiszár virágvasárnapja....Tronkai Vencel
- Shakespeare: Tévedések vígjátéka....Ephesusi Antipholus
- Wesker: A királynő katonái....Andrew McClure
- Shakespeare: Lóvá tett lovagok....Longaville
- Tarabusi: Kaviár és lencse....Antonio
- Móricz Zsigmond: Rokonok....Kopjás főügyész
- Illés-Vas: Egy szerelem három éjszakája....Boldizsár
- Gogol: Háztűznéző....Anyucskin
- Dürrenmatt: János király....Pembroke
- Bíró Lajos: Sárga liliom....Thurzó főhadnagy
- Kocsis István: Megszámláltatott fák....Tügel
- Delaney: Egy csepp méz....Peter

## Filmjei

### Játékfilmek
- Elveszett illúziók (1983)
- Miss Arizona (1987)

### Tévéfilmek, sorozatok
- Zokogó Majom 1-5. (1978)
- Védtelen utazók (1981)
- Széchenyi napjai (1985)
- Csodakarikás (1987)
- A komáromi fiú (1987)
- Pázmány (1987)
- Szomszédok (1988)
- Az aranygyapjú elrablása (1989)
- Egy tubarózsa (1994)
- Kisváros (1994–2000)
- Változó felhőzet (1994)
- Csak színház és más semmi (2019)

### Narrátori közreműködés hazai dokumentumfilmekben
- Magyar tájak sorozat a Sárköz és a Pannonhalmi-dombság című részei (1984–85) (1990–91-ben adták le)
- A Balaton élete (1991)
- A Tisza (1992)
- A Rába völgye (1994)
- Földalatti tavak birodalma (1997)
- Vad Kunság – A puszta rejtett élete (2015)

## Rajzfilm szinkronok
- Toy Story 3. – Drabó (Jack Angel)
- Kung Fu Panda 2. – Thundering Rhino mester (Victor Garber)
- Vacak, az erdő hőse – Kóbor úr
- Volt
- M. A. S. K.
- Jayce és a Járgány harcosok
- Nils Holgersson csodálatos utazása a vadludakkal – Gorgó